# Observatoire national de la sophrologie
L’Observatoire national de la sophrologie est une association créée en 2008 par des sophrologues de courants différents qui a pour objet « la promotion, la validation scientifique et le développement éthique de la sophrologie en France et à l’étranger par tout moyen respectant l’esprit humaniste de la profession, notamment par des actions d’enquêtes, de recherches, de statistiques, de communication transversale, de publication scientifique, de publication d’articles, de veille systématique et d’information transparente ».
L'association a pour vocation de faire reconnaître la sophrologie et le métier de sophrologue par les missions définies ci-dessus.
Véronique Pons a assuré la présidence de L’ONS de janvier 2018 au 18 mai 2019. Elle a succédé à Géraldine Haegeli et à Stéphane Giraudeau qui l’a dirigé à partir de 2010 pendant 6 ans après le départ de Catherine Aliotta qui l’avait fondé.
L’Observatoire national de la sophrologie a été dissous le 18 mai 2019, lors de son Assemblée Générale Extraordinaire, à la majorité des suffrages exprimés.

## Fondation Caycedo
La fondation de sophrologie caycédienne  n'a jamais donné son aval pour la création de cet observatoire.Toutefois, l'Observatoire National de la Sophrologie regroupait des sophrologues de formation différente y compris issus d'écoles strictement caycédiennes.